# دیوید استوارت (سیاستمدار ویرجینیا)
دیوید استوارت (David Stuart) (متولد ۳ اوت ۱۷۵۳- درگذشتهٔ اکتبر ۱۸۱۴)، فیزیکدان اهل ویرجینیا، سیاستمدار و گزارشگر جورج واشینگتن بود. هنگامی که واشینگتن ریس جمهور ایالت متحده شد، استوارت را به عنوان یکی از سه عضو هیئت عالیرتبه دولت برای طرح نقشه پایتخت جدید ایالت متحده مقرر نمود.

## اوایل زندگی و تحصیلات
دیوید استوارت بزرگترین فرزند از چهار فرزند سارا فوتی وارث سیدر گروف کشاورز در رودخانه پوتوماک بود که درسال ۱۷۵۰ با ویلیم دیوید استوارت کشیش سنت پاولز در محله پاریش، شهرستان کینگ جورج ویرجینیا ازدواج کرد. کشیش استوارت رشته علوم دینی را در لندن فرا گرفت و توسط سرکشیش آدموندز در آنجا مقرر شد. او به‌خاطر فصاحت و بلاغت‌اش و همچنین به‌واسطه برادر زنش هوراتیو که در کمیته حفاظت شهرستان کینگ جورج در جریان جنگ انقلاب آمریکا خدمت کرده بود به شهرت رسید. پدر پدرش (پدر بزرگ او) هم دیوید استوارت نام داشت، از تبار خانواده سلطنتی بود که از اسکاتلند به ویرجینیا درسال ۱۷۱۵ مهاجرت کرده‌است، او بعد از حمایت غیر موفقیت آمیزش از جیمز فرانسیس استوارت «مدعی تاج و تخت» رسماً تبدیل به کشیش شد. سپس او با دختر فرماندار باربادوس ازدواج کرد، پس از مرگ خانمش با دختر فیلیپ الکساندر کاپیتان شهرستان کینگ جورج ازدواج نمود. تا زمان وفاتش در سال ۱۷۴۹ در همان محله (بعداً در شهرستان وسیع سافورد، ویرجینیا که اکنون به‌نام کلیسا آکویا شهرت دارد) به عنوان کشیش خدمت نمود. خانواده کشیش استوارت که شامل شش دختر می‌شد و دختر بزرگش با تاونسند در سال ۱۷۶۹ ازدواج کرد، پس از مرگش ریچارد هیلم فوتی از اهالی شهرستان Fauquier همه از جمله فامیل درجه اول ویرجینیا بود.
نواده این مرد، آموزش خصوصی و متناسب با درجه‌اش را دریافت کرد، او قبل از سفرش به اروپا برای تکمیل تحصیلاتش، از کالج ویلیم و ماری در ویلیامزبرگ فارغ گردید. او در دانشگاه سنت اندروز تحصیل کرد و رشته پزشکی را در ادینبورگ، اسکاتلند فرا گرفت و مطالعات زبان و رشته پزشک را در شهر پاریس، فرانسه به اتمام رسانید. گمان می‌رود که عدم حضور او در کشورش دلیل خدمت نکردن او در طول جنگ انقلابی باشد. برادر او ریچارد در سال ۱۸۰۲ با مرگاریت روبینسون مک‌کارتی که یک زن بیوه بود (شوهر او دارای منصب دولتی و همچنین مدیر عملیات مزارع درشهرستان فیرفاکس بود) ازدواج کرد و خواهر او آن Ann در سال ۱۷۹۳ با ویلیم ماسون پسر جورج میسون ازدواج کرد، شخصیکه استوارت در کنوانسیون تصویب ویرجینیا جایگزین او شد که در زیر شرح داده‌است.

## حرفه و زندگی عمومی
پس از بازگشت به ویرجینیا، استوارت یک مرکز طبابت را در الکساندریا، ویرجینیا تأسیس کرد، اکثر اوقات را در خارج از شهر در شهرستان فیرفاکس، در کشاورزی گذراند، در اوایل در مزرعه ابینگتون (محلی در ویرجینیا که برای تبدیل شدن به شهر فدرال جدید در سال ۱۷۹۰ واگذار شده بود که بعداً جزئی از شهرستان آرلینگتون گردید که اکنون در میان فرودگاه ملی رونالد ریگان واقع است) می‌زیست. او و جیمز رایت زمینی را در سال ۱۷۸۳ در شهر الکساندریا خریدند، درهمان سال استوارت با ایلنورکالویرت، زن بیوه جان پارک کوستیس فرزند خواندهٔ ژنرال جورج واشینگتن که در سال ۱۷۸۱ فوت کرد و پسری خردسال و هم ابینگتون از او بجا ماند. در ۱۷۹۲، استوارت و خانواده‌اش از ابینگدان بسمت هوپ پارک در قسمت‌های غربی در شهرستان فیرفاکس نقل مکان کرد. تقریباً ده سال بعد، این خانواده در اوشیین هال نزدیک آناندیل تغیر مکان داد. مجمع عمومی ویرجینیا به‌نام  استوارت نام‌گذاری شده، او یکی از قضات مورد احترام شهرستان که به‌طور مادام‌العمر برای خدمت‌گذاری منصوب شده بود که نقش بسیار مهمی در انتقال کاخ دادگستری از الکساندریا در شهرستان فیرفاکس در دسامبر ۱۷۸۹ داشت.
استوارت در فیرفاکس از کارگران که غلام یا برده نبودند درکار در بخش کشاورزی کار می‌گرفت. در چندین نامه میان ریس جمهور سابق و استوارت (برخی از فعالیت‌های کشاورزی به منافع فرزندان ناتنی او که از باقی مانده‌های بهره برداران بردگان dower بود) در رابطه با موضوع لغو برده‌داری بگونه تدریجی بحث صورت گرفته بود، همچنین زمیندار سفیدپوست که باعث آزار و اذیت زمیندار آزاد سیاه‌پوست شده بود و دانستن اینکه قانون ویرجینیا در مخالفت با اجازه دادن سیاه پوستان به شهادت دادن به این معنا بود که اعمال غیرقانونی نتیجه منفی نداشته باشد). در سرشماری سال ۱۷۸۷ استوارت مالک ۱۳ برده جوان و ۹ طفل اسیر در شهرستان فیرفاکس شد، درحالیکه پدرش صاحب ۱۶ برده جوان و ۱۶ طفل اسیر در شهرستان کینگ جورج بود. پدر وزیرش درسال ۱۷۹۶ بازنشسته شد احتمالاً در سال ۱۷۹۹ وفات کرده‌است. در سرشماری سال ۱۸۱۰، استوارت صاحب مالکیت که شامل برده‌ها، در هر دو شهرستان شد. فرزند ناتنی او G.W.P کوستیس از ریس جمهور سابق به‌خاطر وصیت‌نامه در مورد آزادی بردگانش انتقاد کرد، به زنان بیوه او در اعلان فروش بردگان شان در الکساندریا در سال ۱۸۱۲ کمک کرد، او در هنگام وفاتش بسیاری از برده‌ها را آزاد کرد.
رای‌دهندگان فیرفاکس استوارت را به عنوان نماینده شان در مجلس نمایندگان ویرجینیا انتخاب کردند و سه بار مجدداً به او رأی دادند، او در این پُست نیمه وقت از سال ۱۷۸۵ الی ۱۷۸۹ خدمت کرد.
شهزاده ویلیم از رأی دهندگان منطقه ستوارت را به عنوان گزینگر برای انتخابات ریاست جمهوری ۱۷۸۸–۱۷۸۹ برگزید. این حوزه متشکل از شهرستان‌های فیرفاکس، فاوکیر، لودون و پرینس ویلیم بود که نواحی جنوب و غرب واشینگتن دی.سی. امروزی را احاطه کرده‌است. هر یک از ده انتخاب‌کننده ویرجینیا یکی از دو رأی خود را برای واشینگتن دادند. گرچه رأی دوم استوارت معلوم نبود، پنج نفر از انتخاب‌کنندگان رأی دوم خود را برای جان آدامز، سه نفر رأی خود را برای جورج کلینتون، یکی از آنها برای جان هنکاک و یک نفر هم رأی خود را برای جان جی دادند.
استوارت به کار خود در پُست قانونگذار ایالتی با نمایندگی از شهرستان فیرفاکس در کنوانسیون ویرجینیا درسال ۱۷۸۸ پایان داد که تصویب قانون اساسی ایالت متحده را وارسی کرده بود. استوارت در کنار چارلزسیمز وکیل الکساندریا که یک فدرالیست سرسخت و نماینده چندین دوره‌ای شهرستان فیرفاکس در مجلس نمایندگان بود خدمت کرد. جورج میسون اغلب نماینده شهرستان فیرفاکس درمجلس نمایندگان بود (علاوه برآن در کنوانسیون فیلادلفیا که پیش‌نویس قانون اساسی را تنظیم می‌کرد، خدمت نموده بود) اما صریحاً با تصویب مخالفت نمود، به همین دلیل رأی دهندگان شهرستان فیرفاکس از انتخاب او درکنوانسیون تصویب خوداری کردند. ازینرو میسون درعوض از شهرستان استنفورد نمایندگی کرد، محلی که او و پاتریک هنری نیروی ضد تصویب را رهبری می‌نمود. شهرستان وست مورلند در جنوب شرقی شهرستان فیرفاکس نیز فدرالیست‌ها یا طرفداران تصویب را انتخاب کرد: هنری لی سوم (اسب-سبک هنری لی) وخواهرزاده ژنرال واشینگتن (وآخرین جانشین) بورشرود واشینگتن.
در رای‌گیری نهایی پس از بحث‌های گسترده، کنوانسیون قطعنامه زیر را درنظر گرفت:
تصمیم گرفته شد که قبل از تصویب قانون اساسی حکومت پیشنهاد شده توسط کنوانسیون پیشین، یک اعلامیه قطعی حقوقی از تخطی اصل بزرگ، آزادی مدنی و آزادی مذهبی و حقوق غیرقابل انصراف مردم را تضمین کند، همراه با تجدید نظر به بخش غیراستثنایی قانون ذکر شده که باید توسط این کنوانسیون به سایر ایالت‌های کنفداراسیون آمریکا برای بررسی ارجاع گردد.
نیروهای فدرالیست یا تصویب‌کننده به رهبری جمیز مدیسون، جان مارشال و ادموند راندولف، مصوبه مدیسون/هنری را ۸۰–۸۰ شکست دادند. استوارت سیمیز لی، واشینگتن، مدیسون، مارشال، راندولف و دیگران سپس به نفع قطعنامه که قانون اساسی را تصویب می‌کرد رای دادند که کنوانسیون در ۲۸ ژوئن، سال ۱۷۸۹ توسط یک رأی ۷۹–۸۹، این رأی‌گیری را تأیید کرد که هنری و مدیسون در رده کمترین آرا قرارگرفت.